# Induction mutuelle
L'induction mutuelle est un coefficient permettant de décrire l'influence d'un circuit magnétique sur un autre. L'induction mutuelle traduit le fait qu'une variation de courant dans un circuit magnétique peut entraîner l'apparition d'une tension dans un autre circuit magnétique. L'induction mutuelle entre deux circuits est définie par le rapport entre le flux créé par un dipôle magnétique traversant un second dipôle et le courant ayant créé ce flux.

## Définition

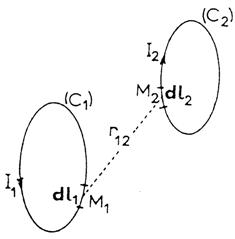
Schéma représentant le couplage magnétique de deux circuits et.

On considère les courbes {\displaystyle C_{1}} et {\displaystyle C_{2}} parcourues par des courants {\displaystyle I_{1}} et {\displaystyle I_{2}}. Le courant {\displaystyle I_{1}} produit dans tout l'espace un champ magnétique {\displaystyle B_{1}}. Le flux généré par le champ magnétique {\displaystyle B_{1}} à travers {\displaystyle C_{2}} est noté {\displaystyle \phi _{12}}.
{\displaystyle \phi _{12}=\iint _{S_{2}}{\vec {B_{1}}}\cdot {\vec {dS}}}
En utilisant le potentiel vecteur {\displaystyle {\vec {A}}}, on peut ré-écrire la relation précédente :
{\displaystyle \phi _{12}=\iint _{S_{2}}{\vec {B_{1}}}\cdot {\vec {dS}}=\iint _{S_{2}}{\overrightarrow {\mathrm {rot} }}\ {\vec {A}}_{1}\cdot {\vec {dS}}}
En utilisant le théorème de Stokes, la relation précédente devient :
{\displaystyle \phi _{12}=\iint _{S_{2}}{\overrightarrow {\mathrm {rot} }}\ {\vec {A}}_{1}\cdot {\vec {dS}}=\oint _{C_{2}}{\vec {A}}_{1}\cdot d{\vec {l}}_{2}}
L'expression du potentiel vecteur généré par un circuit linéique {\displaystyle C_{1}} parcouru par un courant {\displaystyle I_{1}} s'écrit :
{\displaystyle {\overrightarrow {A_{1}}}={\mu _{0} \over 4\pi }\oint _{C_{1}}I_{1}{{\overrightarrow {dl}} \over r_{12}}}
L'expression finale du flux est :
{\displaystyle \phi _{12}=I_{1}\cdot ({\mu _{0} \over 4\pi }\oint _{c_{2}}\oint _{c_{1}}{{\overrightarrow {dl_{1}}}\cdot {\overrightarrow {dl_{2}}} \over r_{12}})}
que l'on note : {\displaystyle \phi _{12}=L_{12}\cdot I_{1}} avec {\displaystyle L_{12}} l'induction mutuelle entre le circuit {\displaystyle C_{1}} et le circuit {\displaystyle C_{2}}.
{\displaystyle L_{12}={\mu _{0} \over 4\pi }\oint _{c_{2}}\oint _{c_{1}}{{\overrightarrow {dl_{1}}}\cdot {\overrightarrow {dl_{2}}} \over r_{12}}}
On remarque que {\displaystyle L_{12}} est inchangé par permutation des indices 1 et 2 dans les calculs d'où :
{\displaystyle \phi _{21}=L_{21}I_{2}=L_{12}I_{2}}

## Interaction entre un fil rectiligne infini et une spire rectangulaire (en mouvement?)

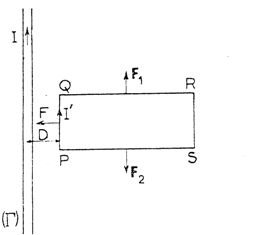

Le champ produit par un courant rectiligne infini se calcule par le théorème d'Ampère. Prenons {\displaystyle I_{1}} suivant l'axe Oz et un cercle de rayon r pour faire :
{\displaystyle \oint _{c}{\vec {B_{1}}}(r)\cdot {\vec {dl}}(r)=B_{\theta }(r)\oint _{c}rd\theta {\vec {e_{\theta }}}\cdot {\vec {e_{\theta }}}=B_{\theta }(r)r\cdot 2\pi ={\mu _{0}}I_{1}}
On en déduit que :
{\displaystyle {\vec {B_{1}}}(r)=B_{\theta }(r){\vec {e_{\theta }}}={\frac {\mu _{0}I_{1}}{2\pi r}}{\vec {e_{\theta }}}}
Si on a une spire rectangulaire dont deux côtés de longueur L sont parallèles au courant {\displaystyle I_{1}} et les deux autres perpendiculaires, alors
{\displaystyle \phi _{12}=I_{1}\cdot ({\mu _{0} \over 2\pi }L\oint _{c_{2}}{dr \over r})=I_{1}\cdot ({\mu _{0} \over 2\pi }L\ln {r_{2} \over r_{1}})}
et on en déduit que {\displaystyle L_{12}=({\mu _{0} \over 2\pi }L\ln {r_{2} \over r_{1}})}